# HL7
Health Level 7 (HL7) ist eine Gruppe internationaler Standards für den Austausch von Daten zwischen Organisationen im Gesundheitswesen und deren Computersystemen.
HL7 wird als Bezeichnung für die Organisation verwendet, die Standards im Gesundheitswesen entwickelt und unterstützt, sowie für die Versionen 2.x und die Version 3 der Standards und anderer Standards, die von den lokalen HL7-Organisationen in über 35 Ländern entwickelt werden.
Die Zahl 7 des Namens HL7 bezieht sich auf die Schicht 7 des ISO/OSI-Referenzmodelles für die Kommunikation (ISO7498-1) und drückt damit aus, dass hier die Kommunikation auf Applikationsebene beschrieben wird.

## Ursprung
HL7 wurde 1987 in den USA gegründet, um eine Industrienorm (englisch: Standard) für klinische Informationssysteme zu verfassen. HL7, Inc. ist eine amerikanische Normengruppe, die vom nationalen amerikanischen Normeninstitut, dem American National Standards Institute (ANSI) seit 1994 akkreditiert ist. Der Schwerpunkt von HL7 in den USA liegt in der Datenverarbeitung für medizinische Daten und Verwaltungsdaten.
HL7 verbundene Organisationen, sogenannte Affiliates, existieren inzwischen in über 30 Ländern. Die erste Partnergesellschaft wurde bereits 1993 in Deutschland gegründet. Auch in den USA ist HL7 lediglich eine von vielen akkreditierten Gruppen, die Industriestandards im Gesundheitswesen bearbeiten.

### Ausbreitung
Inzwischen arbeitet HL7 als Normengremium auf internationaler Ebene als assoziierte Organisation mit ISO, CEN, der IHTSDO und CDISC im Joint Initiative Council des ISO TC 215 zusammen. In Deutschland hat sich als Spiegel dieser Initiative das Kompetenznetz zu eHealth Standards zusammengeschlossen.
Kooperationen bestehen auch mit verschiedenen anderen Gruppierungen, wie beispielsweise IHE als Initiative von Anwendern und Herstellern mit dem Ziel den Informationsaustausch zwischen IT-Systemen im Gesundheitswesen zu standardisieren und zu harmonisieren.

### HL7 in Deutschland
Die deutsche Organisation von HL7 ist seit 1993 ein eingetragener Verein.
Die freiwillige Mitgliedschaft in der nationalen HL7-Organisation beruht auf persönlichem Engagement klinischer Nutzer und vor allem auf industriellem Interesse (ca. 100 Mitglieder). Von den ca. 1000 Kliniken in Deutschland sind etwa 50 Mitglied bei HL7-Deutschland. Auch Organisationen der Körperschaften, der Selbstverwaltung, Betriebsorganisationen (z. B. die gematik) sowie Bundesbehörden (z. B. DIMDI) zählen zu den Mitgliedern.
In Deutschland wird HL7 praktisch nur innerhalb von Krankenhäusern eingesetzt und so gut wie nie zum Austausch von Daten zwischen dem klinischen und dem niedergelassenen Sektor im Gesundheitswesen. Dies liegt zum Teil daran, dass sich in der Praxis-Software im niedergelassenen Bereich eine Fülle von Datenaustauschformaten entwickelt hat, wobei die xDT wohl die Formate mit der größten Verbreitung sind.

### HL7 und Normung im NAMed
HL7 arbeitet in Deutschland als informelle Gruppe kooperativ mit den Gremien der nationalen Normung.
In der Normung arbeiten Mitgliedsunternehmen von HL7 e. V. im Normenausschuss NAMed des DIN mit. HL7 selbst ist nicht Mitglied im DIN. Der erste Normvorschlag zu HL7 wurde beim DIN 2008 als Übernahme der ISO-Norm 10781 vorgelegt (DIN EN ISO DIS 10781, Ausgabe 2008-05, Entwurf).

## Wirkung von HL7
Infolge der föderalen Struktur der deutschen Verwaltung auch im Gesundheitswesen, bleibt die Standardisierung auch unter Bezug auf HL7 weit hinter den Möglichkeiten der Volkswirtschaft zurück.
Zudem ist die Industrie hierbei nicht gewillt, einer Normenorganisation ein Mandat für eine den Wettbewerb beschränkende Vereinheitlichung zu geben.
Daher ist die erkennbare Leistung zur aktuellen Diskussion gering, beispielsweise zur elektronischen Patientenakte und ohne Beitrag zur Diskussion der Ausgewogenheit zwischen Datenverfügbarkeit und Datensicherheit. Eine Wirkung auf die Produktivität klinischer Informationssysteme (KIS = Krankenhaus-Informationssysteme) durch die Tätigkeit von HL7 e. V. wird nicht berichtet, die Variabilität des Angebots an KIS wird durch die Standardisierung nach HL7 bisher nicht beeinflusst.
Öffentliche Förderung für einen breiteren Einsatz von HL7 existiert nicht, weder auf Bundesebene noch in Länderprogrammen. Eine andere Situation besteht in den Niederlanden: Dort gibt es ein nationales Programm zur Umsetzung der HL7-Normen in den nationalen Gebrauch. Diese Aktivitäten werden durch ein deutsches Unternehmen als Auftragsleistung aus den Niederlanden gestützt.

### Technische Zielsetzung von HL7
Ziel von HL7-Normen ist die Vereinfachung der Umsetzung der medizinischen Prozessabläufe zwischen den beteiligten Systemen und die Schaffung von Interoperabilität zwischen verschiedenen Betreibern und Herstellern.

### Arbeitsweise
HL7 schafft internationale Standards für den Austausch zwischen Systemen und zwischen Einrichtungen, zum Markup von klinischen Dokumenten (z. B. die Clinical Document Architecture). Ein häufiger Irrglaube über HL7 ist, dass es sich dabei um ein Softwareprodukt handelt. Tatsächlich bezeichnet es Spezifikationen. Die bekanntesten sind die Versionen 2.x des HL7-Nachrichtenformats, die heute überwiegend in Krankenhäusern verwendet werden.
HL7 ist in Arbeitsgruppen ('Work Groups') gegliedert, die kooperativ am Standard arbeiten. Die Arbeitsgruppen sind direkt verantwortlich für den Inhalt der Standards. Eine Liste mit den Aufgabenfeldern und der momentanen Organisationen ist auf der offiziellen Website zu finden.

## Anwendungszweck der HL7-Standards
Die HL7-Standards können kostenlos implementiert werden, es gibt also keine Lizenzen oder Gebühren für die Entwicklung oder für die Laufzeitumgebung. Die Verteilung der aktuellen Standards ist kostenpflichtig.
HL7 bietet Interoperabilität zwischen verschiedenen Informationssystemen im Gesundheitswesen (z. B. Krankenhausinformationssystemen (KIS), Praxisverwaltungssystemen (PVS), Laborinformationsmanagementsystemen (LIMS), Radiologieinformationssystemen (RIS)), Systemen zur Leistungsabrechnung sowie zwischen Systemen, die als Elektronische Patientenakte fungieren.

### HL7 Version 2.x
Die Serie der HL7 Version 2 Standards ist weit verbreitet und dient der Systemintegration innerhalb von Krankenhäusern zum Beispiel zur Kommunikation von Patienten- und Leistungsdaten sowie Leistungsanforderungen und Befunden. Es werden die notwendigen Anwendungsgebiete im Krankenhaus abgedeckt: Patientendaten-Administration, Befundkommunikation, Leistungsanforderung und -übermittlung, Dokumenten- und Stammdatenaustausch, Mitarbeiterdaten sowie Logistik, Materialmanagement und Ressourcenplanung.
Das Austauschformat für HL7 Version 2 ist einfach und textbasiert. HL7 ist nicht Plug and Play. Zwar lassen sich HL7-Transportschichten (wie MLLP) und Parser für HL7-Nachrichten finden, die Verarbeitung von Nachrichten, -Segmenten und -Feldern ist jedoch applikationsspezifisch und muss vom Anwendungsentwickler implementiert werden.

#### HL7-Version-2-Nachrichtentypen
Folgende Nachrichtentypen werden verwendet (Auszug!)
- ADT: Patienten-Stammdaten und Aufenthaltsdaten (Admission, Discharge, Transfer)
- ORM: Anforderung einer Untersuchung (Order Message)
- ORR: Antwort auf eine ORM Nachricht (Order Response, Statusnachrichten)
- ORU: Befundübermittlung (Observation Result Unsolicited)
- MDM: Übermittlung medizinischer Dokumente (Medical Document Management)
- DFT: Übermittlung von Leistungsdaten zur Abrechnung (Detailed Financial Transactions)
- BAR: Übermittlung von Leistungsdaten nach dem OPS-Standard und dem ICD10-Standard (Billing Account Record)

Die Nachrichten sind in Segmente und Felder gegliedert.
Folgende Segmente gibt es (Auszug):

#### Segmente
HL7 definiert u. a. die folgenden Segment-Typen:
- EVN: Nachrichtenart (Event Type)
- MSA: Quittung (Message Acknowledgment)
- MSH: Nachrichtenkopf (Message Header)
- OBR: (Observation Request)
- OBX: (Observation Result)
- ORC: (Common Order)
- PID: (Patient Identification)
- PV1: (Patient Visit)
- SFT: (Software Segment)
- ERR: Fehler (Error)

#### Anwendungsbeispiel
Durch ein Ereignis (Event) wird der Versand einer Nachricht angestoßen. Ein solches Ereignis ist zum Beispiel die stationäre Aufnahme eines Patienten. Nachdem die Aufnahme am KIS eingegeben wurde, erzeugt das KIS eine Nachricht vom Typ ADT (Admission, Transfer, Discharge, also „Aufnahme, Verlegung, Entlassung“) und dem Ereignistyp z. B. A01, A02, A03 usw.
Über diese Nachricht wird dies den angeschlossenen klinischen Subsystemen mitgeteilt, so dass der Patient mit seinen Stammdaten dort bereits bekannt ist. HL7-Nachrichten bestehen aus 'Segmenten', die sich in 'Felder' aufteilen, die mit bestimmten 'Datentypen' gefüllt sind.

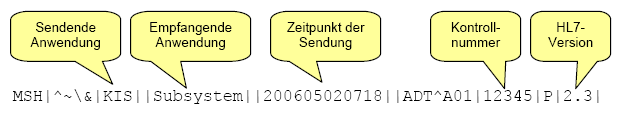
Das MSH-Segment

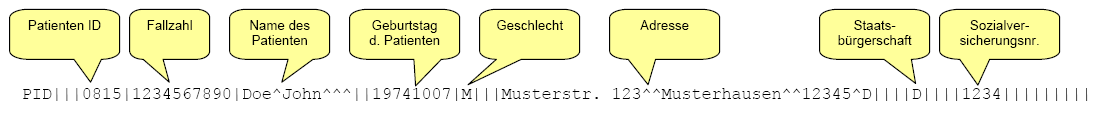
Das PID-Segment

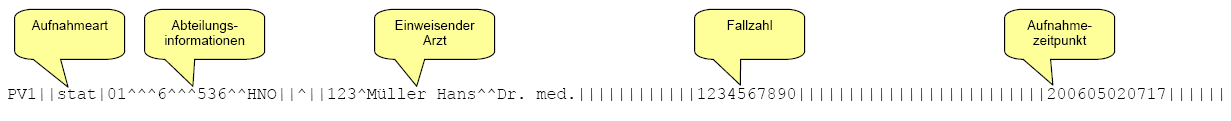
Das PV1-Segment

Das folgende Beispiel (siehe Abbildungen) einer HL7-Nachricht vom Typ ADT und dem Ereignistyp A01 (Neuaufnahme) besteht aus drei Segmenten: Message Header (MSH), Patient Identification (PID) und Patient Visit (PV1).
Das MSH-Segment steht am Anfang jeder HL7-Nachricht. Es enthält Informationen zu den verwendeten Feldtrennzeichen, den kommunizierenden Anwendungen, dem Nachrichten- und Ereignistyp und der eingesetzten HL7-Version. Die Kontrollnummer (Message Control ID) in Feld 10 ist nach Spezifikation eindeutig und wird in der Bestätigungsnachricht des Subsystems, dem sogenannten Acknowledgement, referenziert.
Das PID-Segment enthält sämtliche Stammdaten des Patienten (Name, Geburtstag, Adresse, Krankenkassennummer etc.).
Das PV1-Segment enthält Daten zu einem Fall. Dazu gehören u. a. die Aufnahmeart, die Abrechnungsart, der zugewiesene Aufenthaltsort des Patienten (Station, Zimmer, Bett) und der einweisende Arzt.

### HL7 Version 3
Bei der bisherigen Version 2 von HL7 steht ein pragmatisches Vorgehen des Nachrichtenaustauschs im Vordergrund. Dies erlaubt die Erarbeitung rascher Lösungen für anstehende Kommunikationsbedürfnisse – eines der ursprünglichen Ziele von HL7 –, birgt aber auch die Gefahr der Entwicklung von Inkonsistenzen.
HL7 Version 3 ist auf die Kommunikationsbedürfnisse der gesamten Gesundheitsversorgung abgestimmt. Die Entwicklung an dieser neuen „Generation HL7“ begann 1995, eine erste Standardpublikation erfolgte im Jahr 2005. V3 basiert, im Gegensatz zu Version 2, auf einer formalen Methodologie (HL7 Development Framework HDF) und objektorientierten Prinzipien.
Eines der Hauptziele von HL7 V3 ist, zwischen allen Kommunikationspartnern ein einheitliches Verständnis über Objekte und Prozesse zu erlangen. Hierzu werden unter anderem Vereinbarungen über Form und Inhalt, aber auch über Bedeutung (Semantik), die zu verwendenden Terminologien und die zugrunde liegenden Prozesse getroffen.
Es wird der vollständige Lebenszyklus eines Standards – Entwicklung, Anpassung, Anerkennung des Marktes, Verwendung und Einhaltung des Standards – vereinheitlicht und automatisiert. Das dazu definierte HL7 Development Framework (HDF) basiert auf einer Serie von Modellen, die dem ISO-Standard der Unified Modeling Language (UML) folgen. Aus den Modellen werden die erforderlichen Nachrichten direkt abgeleitet und sollen damit auch Anforderungen moderner IT-Systeme, z. B. bei der Softwareentwicklung, unterstützen.
Die HL7 V3 Entwicklungsmethodik ist früheren Wegen zur Entwicklung von Nachrichten bedeutende Schritte voraus. Allerdings bringt der Nutzen einer ausgefeilteren Methodik auch die Notwendigkeit mit sich, eine umfassendere Reihe von Begriffen und Verfahren zu verstehen. Neben den normativen Teilen sind daher auch informative Teile in den HL7-Standard aufgenommen. Zusätzlich werden offizielle, jedoch nicht zum Standard gehörende Materialien bereitgestellt.
Die Clinical Document Architecture (CDA, ISO 27932) beschreibt ein XML-basiertes Format für den Austausch von Dokumenten im Gesundheitswesen, zum Beispiel ein Entlassbrief für einen Patienten von Krankenhaus zum Hausarzt.

### Arden Syntax
Die Arden-Syntax beschreibt, wie Wissen über Prozesse im Gesundheitswesen gespeichert werden kann und wie dies verwendet werden kann, um medizinische Entscheidungen strukturiert zu unterstützen (Decision Support).

### FHIR
Fast Healthcare Interoperability Resources (FHIR) ist die nächste Generation der HL7-Standards. Es ist ein Austauschformat, das ebenfalls auf XML oder JSON basiert und einfacher zu implementieren ist als HL7 V3. Die aktuelle Version ist FHIR Release #5 (v5.0.0) vom 26. März 2023.